# ژنرال کامل
ژنرال کامل (به انگلیسی: The Perfect General) یک بازی استراتژی نوبتی تولید شده توسط شرکت «وایت ولف پروداکشنز» است که در سال ۱۹۹۱ توسط «کوانتوم کوآلیتی پروداکشنز» برای آمیگا و سیستم عامل داس منتشر شد. نسخه دوم این بازی با نام «ژنرال کامل ۲» به عنوان ادامه بازی اول در سال ۱۹۹۴ تولید گردید. نسخه اروپایی این بازی توسط شرکت یوبی سافت انتشار یافت. این محصول پنج سال بعد و در ۱۹۹۶ با تغییرات و توسط شرکت Game Guild برای کنسول ۳دی‌او تولید و توسط Kirin Entertainment منتشر شد. نسخه ۳دی‌او شامل سناریوهای بیشتری نسبت به نسخه رایانه‌ای این محصول بود.
بازی به صورت استراتژی نوبتی می‌باشد که در آن شبیه‌سازی فرماندهی نیروهای نظامی بر روی یک نقشه بر عهده بازیباز قرار می‌گیرد. به مانند دو بازی Modem Wars و «پاپیولوس»، این محصول به عنوان یکی از اولین بازی‌هایی می‌باشد که از طریق ارتباط با مودم اجازه بازی همزمان را به بازیبازها می‌داد.
حقوق مربوط به ساخت نسخه جدیدی از این بازی در سال ۲۰۰۲ توسط «مارک کینکید» (Mark Kinkead) تهیه شد و یک سال بعد در تاریخ ۲۰۰۳ میلادی نسخه اینترنتی «ژنرال کامل» توسط شرکت نرم‌افزاری «کیلربی» (Killer Bee Software) منتشر شد.

## بازتاب‌ها
ماهنامه «کامپیوتر گیمینگ ورلد» (Computer Gaming World) در سال ۱۹۹۲ در مورد بازی نوشت: «یک سیستم بازی عالی به همراه هوش مصنوعی معمولی و قابلیت بازی دو نفره بسیار خوب» و بعد از مدتی این بازی را به عنوان بهترین بازی جنگی سال معرفی نمود. این ماهنامه در سال ۱۹۹۳ مقاله‌ای با عنوان Brooks' Book of Wargames: 1900-1950 منتشر کرد و از بازی تمجید کرده و سه ستاره از پنج ستاره به این محصول داد.